# Ауаса (озеро)
Ауа́са (амх. አዋሳ ሐይቅ) — бессточное пресноводное озеро рифтовой долины в центральной части Эфиопии. На восточном берегу озера находится одноимённый город. Северо-западнее озера расположен заповедник Senkelle Swayne’s Hartebeest.
Озеро Ауаса находится на высоте 1680 м над уровнем моря, в 217 км к югу от города Аддис-Абеба. Площадь — 88 км² (по другим данным — 129 км²).
Есть предположения, что озеро имеет подземный сток.